# 公園デビュー
公園デビュー（こうえんデビュー）とは、幼児が1歳を過ぎてヨチヨチ歩きを始めた頃に、母親が近所の公園（砂場や滑り台、ブランコなどがある空間・いわゆる児童公園）に子供を連れ出して、そこに集まってくる他の母子連れの仲間入りを果たすこと。1990年代中頃からマスコミで使われるようになった。

## 概要
公園デビューは、子供が地域の子供コミュニティに顔見せをすることではあるが、同時に母親など保護者が、地域の母親（保護者）コミュニティに参加することも意味し、特に母親など保護者のコミュニティは育児に関する一般的な情報から、地域に固有の育児情報の共有、あるいは保護者同士の交友や気晴らしといった機能も持っている。
公園での母親たちの井戸端会議は、子供の幼稚園・保育園選びから、季節の病気、衣服、発達段階ごとの注意事項、小児科選びなど、育児と幼児の健康についての情報交換を行うこともある。またこういった地域コミュニティへの参加から、家族同士の交流などを通して、地域社会への参加などといったものへも繋がる。
ただ公園デビューという概念が知れ渡ったのと前後して、デビューに失敗するのではないかという育児不安や、未知のコミュニティに参加することに関連して、育児ストレスに発展しうる問題なども取り沙汰されており、前述のマスコミでの取り上げ方にしても、「育児の先輩からアドバイスがもらえる」という肯定的なものから、コミュニティへの参加に失敗して地域に馴染めずストレスを被る可能性や、感情的なもつれや保護者コミュニティの中の特定人物の発言権が強く暴君のように振舞っているケースが取り上げられるなど、否定的に扱われる場合もある。
なお育児に際しては、「三歳児神話」などに関連して、子供の幼少期の体験が生涯にわたって影響するなどといった考え方もあり、そのため保護者がことさらデビューに際して神経質になるといった話も聞かれ、社会現象や社会問題の範疇でも公園デビューが注目を集めたため、これに応じる形で育児雑誌から大衆向けの週刊誌など、あるいはネットコミュニティや情報サイトに至るまで、様々な媒体で取り上げられた。ただ一般レベルでは「あまり気負い過ぎずに気楽に」などの経験者の話も見られ、2000年代中ごろよりは「公園デビュー」という言葉自体も、過去のものとみなされる傾向もある。